# 後藤春彦
後藤春彦（ごとう はるひこ、1957年 - ）は、日本の都市計画家・建築家。早稲田大学副総長。早稲田大学理工学術院教授。工学博士。富山県生まれ。
主な現職：早稲田大学・副総長。早稲田大学・教授。早稲田大学オープンイノベーション戦略研究機構建築・まちづくり リサーチ・ファクトリー・所長、早稲田大学総合研究機構・医学を基礎とするまちづくり研究所・所長。
一般財団法人森記念財団・評議員、一般財団法人第一生命財団・理事。
専門分野：都市計画、景観設計、地域デザイン、公共空間計画・設計。特に、都市設計と地域計画の両面から都市・地域景観に関する研究に従事している。さらに、公共空間のデザイン、各自治体の総合計画やマスタープランの策定、住民参加によるコミュニティ計画の策定など、実践的な研究を多数手がけている。早稲田大学の伝統的な考現学や発見的方法といったフィールドワークを中心に据えた研究手法を継承しつつ、「まちづくり人生ゲーム」「まちづくりオーラルヒストリー」などの人々の暮らしの息づかいを時間軸で把握する手法を開発している。
主な関心：「無形」のデザイン。景観を基礎とする視覚的概念と地域的概念の統合、物理的空間と社会的空間の統合、都市的空間と農村的空間の統合。考現学的フィールドワークを通じた臨床的研究の重視。まちづくりの成果としての建築・公共空間の設計。医学を基礎とするまちづくり。

## 略歴
1980年、早稲田大学理工学部建築学科卒業。1982年、早稲田大学大学院修士課程修了、一級建築士取得。1987年、早稲田大学大学院博士課程修了・工学博士。早稲田大学助手、宮城県中新田町都市デザイン企画専門官、三重大学助教授、早稲田大学助教授を経て、1998年、同大学教授（現在に至る）。
2010年−14年、同大学創造理工学部長・同大学大学院創造理工学研究科長。2018年、早稲田大学・理事。2021年、早稲田大学・常任理事。2022年、早稲田大学・副総長（現在に至る）。
これまでに、

早稲田大学創造理工学部長・大学院創造理工学研究科長。早稲田大学理工学術院副学術院長。

世界居住学会（the World Society for Ekistics）　副会長、評議員。

日本都市計画学会　会長（第33代）、副会長、常務理事、評議員、編集委員会委員長、学術委員会委員。

日本建築学会　副会長、監事、代議員（第5期、第9期、第12期、第15期、第20期）、関東支部常議員、都市計画委員会委員、農村計画委員会委員。

日本生活学会　会長（第11代）、副会長、理事。

マサチューセッツ工科大学客員研究員、総務省地域の元気創造有識者会議・委員、内閣府地方分権改革有識者会議・議員、同会議地域交通部会・部会長、日本学術会議都市地域計画研究連絡委員会委員、国土庁地方振興アドバイザー、東京都景観審議会委員、東京都広告物審議会委員、埼玉県都市計画審議会委員、三重県都市計画地方審議会委員、東京都豊島区都市計画審議会委員、東京都世田谷区都市計画審議会委員、東京都足立区都市計画審議会委員、東京都新宿区景観まちづくり審議会会長、東京都豊島区景観審議会会長、東京都武蔵野都市計画審議会委員、東京都調布市景観審議会会長、神奈川県小田原市政策総合研究所所長、早稲田大学参与（キャンパス企画担当）、日本地域開発センター理事、全国地域リーダー養成塾主任講師（一般財団法人地域活性化センター）などを歴任。
2005年度日本建築学会賞論文賞、2010年度日本都市計画学会賞計画設計賞、2010年度グッドデザイン賞、2010年度土地活用モデル大賞（国土交通大臣賞）ほか受賞。
1980年度〜81年度 早稲田大学大隈記念奨学生、2008年 東京都豊島区功労者表彰。

## 作品・実績等
- 1986 第20回ＳＤＡ賞（日本サインデザイン協会）入賞
- 1989 厚生省禁煙シンボルマーク 優秀賞
- 1992 宮城県陸上競技場（仮称）設計競技 入選
- 1995 熊本県宮原町のまちづくり
- 1996 熊本県合志町のまちづくり
- 1996 熊本県小国町のまちづくり
- 1996 三重県伊勢市のまちづくり
（2011年　日本都市計画学会創立60周年記念事業　優秀自治体まちづくりグッズ賞 受賞）
- 1997 早稲田大学キャンパス整備指針作成
- 1997 小田原市総合計画策定
- 1998 第14回「グッドトイレ１０賞」（日本トイレ協会）グランプリ賞
- 1998 滋賀県安土町のまちづくり
- 1998 本庄地方拠点都市地域整備計画
- 1999 新潟県高柳町のまちづくり
- 1999 日本上流文化圏研究所運営（2000人のホームページ）
- 2000 早稲田大学都市地域センター中山間離島に関する研究（長野市、滋賀県木之本町、愛知県豊根村）
- 2002 東京の都市デザイン
- 2003 兵庫県城崎町のまちづくり
- 2004 三重県阿児町のまちづくり
- 2004 山梨県南巨摩郡早川町西山農園温泉（仮称）建設実施設計コンペ　最優秀賞
- 2004 山梨県南巨摩郡早川町西山温泉湯島の湯・設計監理
- 2005 群馬県水上町のまちづくり
- 2005 志摩市のまちづくり
- 2005 仙台市のまちづくり
- 2006 城崎温泉・木屋町小路三十三間広場・設計監理
（2009年　兵庫県「人間サイズのまちづくり賞」まちなみ建築部門　受賞）
（2010年　グッドデザイン賞　受賞）
（2010年　土地活用モデル大賞　国土交通大臣賞　受賞）
（2011年　日本都市計画学会賞　計画設計賞　受賞）
- 2006 新宿区景観計画基礎調査
（2011年　日本都市計画学会創立60周年記念事業　優秀自治体まちづくりグッズ賞 受賞）
- 2007 福岡県上毛町のまちづくり
- 2008 徳島県美波町木岐地区のまちづくり
- 2009 新潟県十日町市松代地区のまちづくり
- 2010 神奈川県小田原市片浦地区のまちづくり
- 2011 東京都中央区築地場外市場のまちづくり
- 2011 神奈川県小田原市片浦地区のまちづくり
- 2011 岩手県山田町復興まちづくり
- 2012-13 宮城県加美町景観まちづくり
- 2012- 医学を基礎とするまちづくり（奈良県立医科大学共同研究）
- 2013 旧本庄商業銀行煉瓦倉庫利活用まちづくり
- 2014 宮城県加美町景観まちづくり、宮崎地区商店街活性化
- 2014 長野県木島平村景観まちづくり
- 2015-19 医学を基礎とするまちづくり（早稲田大学重点領域研究）
- 2015-17 佐賀県多久市　論語を基礎とするまちづくりの思想哲学の構築（佐賀県自発の地域創生プロジェクト）
- 2016-19 JST RISTEX 戦略的創造研究推進事業（社会技術研究開発）「持続可能な多世代共創社会のデザイン」研究開発領域　空き家活用によるまちなか医療の展開とまちなみ景観の保全
- 2016-18 農林水産政策科学研究委託事業　薬用作物の産地形成と園芸療法を通した医学的エビデンスにもとづく「農村健康観光」の開発による6次産業の創出に関する研究
- 2017-18 日本生命財団高齢社会実践的課題研究助成「医学・都市計画学に基づく「漢方を用いた地域園芸療法」の検証」
- 2019 奈良県　大和民俗公園　復元古民家の有効活用方法検討事業
- 2020 医学を基礎とするまちづくり（早稲田大学総合研究機構）
- 2020 建築・まちづくりリサーチファクトリー（早稲田大学 オープンイノベーション戦略研究機構）

## 外部研究費（研究代表者分）
- 1991 科学研究費奨励研究
- 1991 第一住宅建設協会
- 1993-1995 科学研究費一般研究（C）萌
- 1997 ユニオン造形文化財団
- 1998-2000 科学研究費基盤研究（B）展開研究
- 1999 大林都市研究振興財団
- 1999 中山隼雄科学技術文化財団
- 2000 科学技術融合振興財団
- 2000 大林都市研究振興財団
- 2001-2002 東日本鉄道文化財団
- 2001 国際文化交流事業財団
- 2001 大林都市研究振興財団
- 2001-2003 科学研究費基盤研究（B）基盤研究
- 2002-2003 鹿島学術振興財団
- 2003-2005 科学研究費基盤研究（A）海外
- 2003 科学研究費基盤研究（C）企画
- 2003-2004 財団法人漁港漁村建設技術研究所
- 2004 国土交通省建設技術開発助成制度
- 2005 日本学術振興会平成17年度国際研究集会
- 2005-2007 科学研究費基盤研究（B）一般
- 2006-2007 科学研究費基盤研究（B）海外学術調査
- 2006 大和日英基金 Daiwa Foundation Award
- 2008 財団法人地域社会研究所
- 2008-2010 科学研究費基盤研究（A）海外
- 2009-2010 科学研究費基盤研究（挑戦的萌芽研究）
- 2010 財団法人第一住宅建設協会
- 2010 財団法人トステム建材産業振興財団
- 2011-2012 科学研究費挑戦的萌芽研究
- 2011 財団法人漁港漁場漁村技術研究所
- 2011-2013 科学研究費基盤研究（A）海外
- 2013-2014 科学研究費挑戦的萌芽研究
- 2015-2016 科学研究費挑戦的萌芽研究
- 2015-2017 佐賀県 手をつなごう（域学連携地域づくり）プロジェクト
- 2016-2018 農林水産政策科学研究委託事業
- 2016-2019 JST RISTEX 戦略的創造研究推進事業（社会技術研究開発）「持続可能な多世代共創社会のデザイン」研究開発領域
- 2016-2019 日本学生支援機構　海外留学支援制度
- 2017-2018 日本生命財団 高齢社会実践的課題研究助成
- 2019 奈良県 大和民俗公園 復元古民家の有効活用方法検討事業
- 2021-2023 科学研究費基盤研究（B）

## 学内研究費（研究代表者分）
- 1995-99 早稲田大学特定課題研究
- 1999-11 早稲田大学海外協定校との学生交流計画
- 2001-04 早稲田大学特定課題研究
- 2005 早稲田大学特定課題研究（特定課題B）
- 2005 早稲田大学特定課題研究（研究奨励）
- 2005 早稲田大学特定課題研究
- 2005 早稲田大学国際会議等開催助成費
- 2007 早稲田大学特定課題研究（特定課題B）
- 2009 早稲田大学特定課題研究助成（一般助成）
- 2011 早稲田大学特定課題研究助成（一般助成＜震災調査・研究＞）
- 2011 早稲田大学特定課題研究（特定課題B）
- 2013 早稲田大学特定課題研究（特定課題A）
- 2013 早稲田大学海外協定校との学生交流計画
- 2014 早稲田大学特定課題研究（特定課題B）
- 2015-19 早稲田大学重点領域研究研究
- 2016 早稲田大学海外協定校との学生交流計画
- 2017-19 早稲田大学海外への学生引率プログラム助成制度
- 2017 早稲田大学特定課題研究助成（特定課題B）２件
- 2018 早稲田大学特定課題研究助成（特定課題B）
- 2019 早稲田大学大学院生派遣助成制度

## 著書・訳書
- 「都市化と居住環境の変容」（早稲田大学出版部）1985
- 「まちづくりの哲学」（彰国社）1991
- 「生命の網目都市をつくる」（彰国社） 1995
- 「景観デザインとシミュレーション」（鹿島出版会）1999
- 「まちづくりブック伊勢」（学芸出版社）2000
- 「まちづくり批評」（ビオシティ・信山社販売）2000
- 「場所の力（ドロレス・ハイデン著）」（学芸出版社）2002
- 「人間列島、動きだす。」（水産杜）2003
- 「まちづくりオーラル・ヒストリー」（水曜社）2005
- 「景観まちづくり論」（学芸出版社）2007
- 「実践まちづくり読本」（公職研）2008
- 「生活景」（学芸出版社）2009
- 「東日本大震災・原発事故 復興まちづくりに向けて」（学芸出版社）2011
- 「英国農村における新たな知の地平　−Centre for Rural Economy の軌跡−」（農林統計出版）2012
- 「医学を基礎とするまちづくり Medicine-Based Town」（水曜社）2013
- 「東日本大震災合同調査報告　都市計画編」（丸善）2014
- 「震災後に考える　東日本大震災と向き合う92の分析と提言」（早稲田大学出版部）2015
- 「Making Better Places 場所の質を問う（パッツイ・ヒーリー著）」（鹿島出版会）2015
- 「人口減少社会における多世代交流・共生のまちづくり」（日本都市センター）2016
- 「無形学へ　かたちになる前の思考」（水曜社）2017
- 「都市計画の構造転換」（鹿島出版会）2021 他